# Canton de Luneray
Le canton de Luneray est une circonscription électorale française du département de la Seine-Maritime créée par le décret du 27 février 2014. Elle tient lieu de circonscription d'élection des conseillers départementaux et entre en vigueur lors des premières élections départementales suivant la publication du décret.

## Histoire
Un nouveau découpage territorial de la Seine-Maritime entre en vigueur à l'occasion des premières élections départementales suivant le décret du 27 février 2014. Les conseillers départementaux sont, à compter de ces élections, élus au scrutin majoritaire binominal mixte. Les électeurs de chaque canton élisent au Conseil départemental, nouvelle appellation du Conseil général, deux membres de sexe différent, qui se présentent en binôme de candidats. Les conseillers départementaux sont élus pour 6 ans au scrutin binominal majoritaire à deux tours, l'accès au second tour nécessitant 12,5 % des inscrits au 1er tour. En outre la totalité des conseillers départementaux est renouvelée. Ce nouveau mode de scrutin nécessite un redécoupage des cantons dont le nombre est divisé par deux avec arrondi à l'unité impaire supérieure si ce nombre n'est pas entier impair, assorti de conditions de seuils minimaux. Dans la Seine-Maritime, le nombre de cantons passe ainsi de 69 à 35.
Le nouveau canton de Luneray est formé de communes des anciens cantons de Longueville-sur-Scie (23 communes), de Tôtes (21 communes), de Bacqueville-en-Caux (25 communes), de Pavilly (3 communes) et de Bellencombre (1 commune). Avec ce redécoupage administratif, le territoire du canton s'affranchit des limites d'arrondissements, avec 70 communes incluses dans l'arrondissement de Dieppe et 3 dans l'arrondissement de Rouen. Le bureau centralisateur est situé à Luneray.
Par le décret du 29 mars 2019, une partie de territoire de la commune de Saâne-Saint-Just est rattachée à la commune du Torp-Mesnil.

## Représentation
| Période élective | Période élective | Mandat | Mandat   | Identité          | Nuance | Nuance | Qualité |
| ---------------- | ---------------- | ------ | -------- | ----------------- | ------ | ------ | --- |
| 2015             | 2021             | 2015   | 2021     | Chantal Cottereau |        | UDI    | Employée Maire du Bois-Robert (depuis 2008) 10e vice-présidente du conseil départemental (depuis 2015)     |
| 2015             | 2021             | 2015   | 2021     | Martial Hauguel   |        | DVD    | Chef d'entreprise Maire de Luneray (depuis 2003) 15e vice-président du conseil départemental (depuis 2015) |
| 2021             | 2028             | 2021   | en cours | Chantal Cottereau |        | UDI    | Conseillère sortante 9e vice-présidente chargée des Collèges et de la Réussite éducative                   |
| 2021             | 2028             | 2021   | en cours | Vincent Renoux    |        | DVD    | Directeur de l'école de musique de Luneray, maire de Saint-Germain-d'Étables                               |

### Résultats détaillés

#### Élections de mars 2015
À l'issue du 1er tour des élections départementales de 2015, deux binômes sont en ballottage : Chantal Cottereau et Martial Hauguel (Union de la Droite, 36,3 %) et Stacy Blondel et Eric Golombek (FN, 30,49 %). Le taux de participation est de 53,94 % (13 883 votants sur 25 736 inscrits) contre 49,48 % au niveau départemental et 50,17 % au niveau national.
Au second tour, Chantal Cottereau et Martial Hauguel (Union de la Droite) sont élus avec 61,37 % des suffrages exprimés et un taux de participation de 52,13 % (7 295 voix pour 13 416 votants et 25 734 inscrits).

#### Élections de juin 2021
Le premier tour des élections départementales de 2021 est marqué par un très faible taux de participation (33,26 % au niveau national). Dans le canton de Luneray, ce taux de participation est de 36,44 % (9 653 votants sur 26 490 inscrits) contre 32,19 % au niveau départemental. À l'issue de ce premier tour, deux binômes sont en ballottage : Chantal Cottereau et Vincent Renoux (Union au centre et à droite, 42,51 %) et Denis Bernaville et Stacy Blondel (RN, 25,43 %).
Le second tour des élections est marqué une nouvelle fois par une abstention massive équivalente au premier tour. Les taux de participation sont de 34,36 % au niveau national, 32,06 % dans le département et 34,73 % dans le canton de Luneray. Chantal Cottereau et Vincent Renoux (Union au centre et à droite) sont élus avec 68,45 % des suffrages exprimés (5 731 voix pour 9 206 votants et 26 504 inscrits),,.

## Composition
Le canton de Luneray comprenait soixante-treize communes entières à sa création.
À la suite de la création de la commune nouvelle de Val-de-Scie au 1er janvier 2019, ainsi qu'au décret du 5 mars 2020, la rattachant entièrement au canton de Luneray, le canton comprend désormais soixante-douze communes entières.
| Nom                             | Code Insee | Intercommunalité   | Superficie (km2) | Population (dernière pop. légale) | Densité (hab./km2) | Modifier                                    |
| ------------------------------- | ---------- | ------------------ | ---------------- | --------------------------------- | ------------------ | ------------------------------------------- |
| Luneray (bureau centralisateur) | 76400      | CC Terroir de Caux | 5,08             | 2 166 (2022)                      | 426                | modifier les données · modifier les données |
| Anneville-sur-Scie              | 76019      | CC Terroir de Caux | 5,41             | 411 (2022)                        | 76                 | modifier les données · modifier les données |
| Auppegard                       | 76036      | CC Terroir de Caux | 7,33             | 688 (2022)                        | 94                 | modifier les données · modifier les données |
| Auzouville-sur-Saâne            | 76047      | CC Terroir de Caux | 3,21             | 146 (2022)                        | 45                 | modifier les données · modifier les données |
| Avremesnil                      | 76050      | CC Terroir de Caux | 5,42             | 1 000 (2022)                      | 185                | modifier les données · modifier les données |
| Bacqueville-en-Caux             | 76051      | CC Terroir de Caux | 12,19            | 1 897 (2022)                      | 156                | modifier les données · modifier les données |
| Beautot                         | 76066      | CC Terroir de Caux | 3,50             | 155 (2022)                        | 44                 | modifier les données · modifier les données |
| Beauval-en-Caux                 | 76063      | CC Terroir de Caux | 15,53            | 464 (2022)                        | 30                 | modifier les données · modifier les données |
| Belleville-en-Caux              | 76072      | CC Terroir de Caux | 4,38             | 746 (2022)                        | 170                | modifier les données · modifier les données |
| Belmesnil                       | 76075      | CC Terroir de Caux | 3,03             | 446 (2022)                        | 147                | modifier les données · modifier les données |
| Bertreville-Saint-Ouen          | 76085      | CC Terroir de Caux | 6,67             | 339 (2022)                        | 51                 | modifier les données · modifier les données |
| Bertrimont                      | 76086      | CC Terroir de Caux | 4,74             | 218 (2022)                        | 46                 | modifier les données · modifier les données |
| Biville-la-Baignarde            | 76096      | CC Terroir de Caux | 7,08             | 658 (2022)                        | 93                 | modifier les données · modifier les données |
| Biville-la-Rivière              | 76097      | CC Terroir de Caux | 2,22             | 104 (2022)                        | 47                 | modifier les données · modifier les données |
| Le Bois-Robert                  | 76112      | CC Terroir de Caux | 4,95             | 385 (2022)                        | 78                 | modifier les données · modifier les données |
| Brachy                          | 76136      | CC Terroir de Caux | 11,15            | 676 (2022)                        | 61                 | modifier les données · modifier les données |
| Calleville-les-Deux-Églises     | 76153      | CC Terroir de Caux | 5,71             | 329 (2022)                        | 58                 | modifier les données · modifier les données |
| Le Catelier                     | 76162      | CC Terroir de Caux | 3,84             | 268 (2022)                        | 70                 | modifier les données · modifier les données |
| Les Cent-Acres                  | 76168      | CC Terroir de Caux | 5,08             | 66 (2022)                         | 13                 | modifier les données · modifier les données |
| La Chapelle-du-Bourgay          | 76170      | CC Terroir de Caux | 2,99             | 109 (2022)                        | 36                 | modifier les données · modifier les données |
| La Chaussée                     | 76173      | CC Terroir de Caux | 8,08             | 553 (2022)                        | 68                 | modifier les données · modifier les données |
| Criquetot-sur-Longueville       | 76197      | CC Terroir de Caux | 7,22             | 219 (2022)                        | 30                 | modifier les données · modifier les données |
| Crosville-sur-Scie              | 76205      | CC Terroir de Caux | 3,51             | 233 (2022)                        | 66                 | modifier les données · modifier les données |
| Dénestanville                   | 76214      | CC Terroir de Caux | 2,69             | 283 (2022)                        | 105                | modifier les données · modifier les données |
| Étaimpuis                       | 76249      | CC Terroir de Caux | 10,60            | 861 (2022)                        | 81                 | modifier les données · modifier les données |
| La Fontelaye                    | 76274      | CC Terroir de Caux | 3,99             | 24 (2022)                         | 6,0                | modifier les données · modifier les données |
| Fresnay-le-Long                 | 76284      | CC Terroir de Caux | 5,22             | 333 (2022)                        | 64                 | modifier les données · modifier les données |
| Gonnetot                        | 76306      | CC Terroir de Caux | 2,33             | 170 (2022)                        | 73                 | modifier les données · modifier les données |
| Gonneville-sur-Scie             | 76308      | CC Terroir de Caux | 8,73             | 548 (2022)                        | 63                 | modifier les données · modifier les données |
| Greuville                       | 76327      | CC Terroir de Caux | 2,96             | 374 (2022)                        | 126                | modifier les données · modifier les données |
| Gruchet-Saint-Siméon            | 76330      | CC Terroir de Caux | 2,63             | 687 (2022)                        | 261                | modifier les données · modifier les données |
| Gueures                         | 76334      | CC Terroir de Caux | 6,07             | 524 (2022)                        | 86                 | modifier les données · modifier les données |
| Gueutteville                    | 76335      | CC Terroir de Caux | 2,99             | 80 (2022)                         | 27                 | modifier les données · modifier les données |
| Hermanville                     | 76356      | CC Terroir de Caux | 4,72             | 116 (2022)                        | 25                 | modifier les données · modifier les données |
| Heugleville-sur-Scie            | 76360      | CC Terroir de Caux | 13,09            | 654 (2022)                        | 50                 | modifier les données · modifier les données |
| Imbleville                      | 76373      | CC Terroir de Caux | 5,28             | 315 (2022)                        | 60                 | modifier les données · modifier les données |
| Lamberville                     | 76379      | CC Terroir de Caux | 7,33             | 188 (2022)                        | 26                 | modifier les données · modifier les données |
| Lammerville                     | 76380      | CC Terroir de Caux | 8,76             | 307 (2022)                        | 35                 | modifier les données · modifier les données |
| Lestanville                     | 76383      | CC Terroir de Caux | 1,63             | 93 (2022)                         | 57                 | modifier les données · modifier les données |
| Lintot-les-Bois                 | 76389      | CC Terroir de Caux | 2,81             | 197 (2022)                        | 70                 | modifier les données · modifier les données |
| Longueville-sur-Scie            | 76397      | CC Terroir de Caux | 3,96             | 908 (2022)                        | 229                | modifier les données · modifier les données |
| Manéhouville                    | 76405      | CC Terroir de Caux | 4,28             | 216 (2022)                        | 50                 | modifier les données · modifier les données |
| Montreuil-en-Caux               | 76449      | CC Terroir de Caux | 9,40             | 490 (2022)                        | 52                 | modifier les données · modifier les données |
| Muchedent                       | 76458      | CC Terroir de Caux | 7,05             | 126 (2022)                        | 18                 | modifier les données · modifier les données |
| Notre-Dame-du-Parc              | 76478      | CC Terroir de Caux | 3,01             | 185 (2022)                        | 61                 | modifier les données · modifier les données |
| Omonville                       | 76485      | CC Terroir de Caux | 2,83             | 283 (2022)                        | 100                | modifier les données · modifier les données |
| Rainfreville                    | 76519      | CC Terroir de Caux | 2,58             | 74 (2022)                         | 29                 | modifier les données · modifier les données |
| Royville                        | 76546      | CC Terroir de Caux | 4,44             | 315 (2022)                        | 71                 | modifier les données · modifier les données |
| Saâne-Saint-Just                | 76549      | CC Terroir de Caux | 6,70             | 137 (2022)                        | 20                 | modifier les données · modifier les données |
| Saint-Crespin                   | 76570      | CC Terroir de Caux | 6,35             | 316 (2022)                        | 50                 | modifier les données · modifier les données |
| Saint-Denis-sur-Scie            | 76574      | CC Terroir de Caux | 8,63             | 663 (2022)                        | 77                 | modifier les données · modifier les données |
| Saint-Germain-d'Étables         | 76582      | CC Terroir de Caux | 7,26             | 235 (2022)                        | 32                 | modifier les données · modifier les données |
| Saint-Honoré                    | 76589      | CC Terroir de Caux | 3,02             | 199 (2022)                        | 66                 | modifier les données · modifier les données |
| Saint-Maclou-de-Folleville      | 76602      | CC Terroir de Caux | 13,21            | 609 (2022)                        | 46                 | modifier les données · modifier les données |
| Saint-Mards                     | 76604      | CC Terroir de Caux | 6,52             | 171 (2022)                        | 26                 | modifier les données · modifier les données |
| Saint-Ouen-du-Breuil            | 76628      | CC Terroir de Caux | 6,30             | 906 (2022)                        | 144                | modifier les données · modifier les données |
| Saint-Ouen-le-Mauger            | 76629      | CC Terroir de Caux | 6,06             | 277 (2022)                        | 46                 | modifier les données · modifier les données |
| Saint-Pierre-Bénouville         | 76632      | CC Terroir de Caux | 8,39             | 354 (2022)                        | 42                 | modifier les données · modifier les données |
| Saint-Vaast-du-Val              | 76654      | CC Terroir de Caux | 5,79             | 463 (2022)                        | 80                 | modifier les données · modifier les données |
| Saint-Victor-l'Abbaye           | 76656      | CC Terroir de Caux | 8,43             | 751 (2022)                        | 89                 | modifier les données · modifier les données |
| Sainte-Foy                      | 76577      | CC Terroir de Caux | 6,72             | 629 (2022)                        | 94                 | modifier les données · modifier les données |
| Sassetot-le-Malgardé            | 76662      | CC Terroir de Caux | 2,56             | 105 (2022)                        | 41                 | modifier les données · modifier les données |
| Thil-Manneville                 | 76690      | CC Terroir de Caux | 6,78             | 659 (2022)                        | 97                 | modifier les données · modifier les données |
| Tocqueville-en-Caux             | 76694      | CC Terroir de Caux | 3,17             | 141 (2022)                        | 44                 | modifier les données · modifier les données |
| Torcy-le-Grand                  | 76697      | CC Terroir de Caux | 8,75             | 793 (2022)                        | 91                 | modifier les données · modifier les données |
| Torcy-le-Petit                  | 76698      | CC Terroir de Caux | 3,66             | 516 (2022)                        | 141                | modifier les données · modifier les données |
| Tôtes                           | 76700      | CC Terroir de Caux | 7,61             | 1 555 (2022)                      | 204                | modifier les données · modifier les données |
| Val-de-Saâne                    | 76018      | CC Terroir de Caux | 13,87            | 1 468 (2022)                      | 106                | modifier les données · modifier les données |
| Val-de-Scie                     | 76034      | CC Terroir de Caux | 22,05            | 2 533 (2022)                      | 115                | modifier les données · modifier les données |
| Varneville-Bretteville          | 76721      | CC Terroir de Caux | 9,22             | 326 (2022)                        | 35                 | modifier les données · modifier les données |
| Vassonville                     | 76723      | CC Terroir de Caux | 5,65             | 417 (2022)                        | 74                 | modifier les données · modifier les données |
| Vénestanville                   | 76731      | CC Terroir de Caux | 2,64             | 184 (2022)                        | 70                 | modifier les données · modifier les données |
| Canton de Luneray               | 7620       |                    | 447,04           | 35 034 (2022)                     | 78                 | modifier les données                        |

## Démographie
En 2022, le canton comptait 35 034 habitants, en évolution de +0,42 % par rapport à 2016 (Seine-Maritime : +0,35 %, France hors Mayotte : +2,11 %).
| 2013   | 2018   | 2022   |
| ------ | ------ | ------ |
| 34 242 | 34 838 | 35 034 |